# 汕头大学胡兴荣抄袭事件
汕头大学胡兴荣抄袭事件，是指2005年发生在中国大陆汕头大学长江新闻与传播学院教授胡兴荣的抄袭事件。

## 简介
汕头大学长江新闻与传播学院教授胡兴荣发表在香港《中国传媒报告》2004年第2期的文章《中国传媒业呼唤权威型经理人》一文“严重抄袭”了复旦大学新闻学院博士生张志安2002年发表于复旦大学研究生学术年会的《传媒职业经理人初探》一文。胡兴荣因涉嫌学术抄袭而主动提出辞职。从张志安发布揭发帖子，到胡兴荣辞职，前后不到80小时。